# Kamitonda (Wakayama)
Kamitonda (上富田町 Kamitonda-chō?) es un pueblo localizado en la prefectura de Wakayama, Japón. En junio de 2019 tenía una población estimada de 15.046 habitantes y una densidad de población de 262 personas por km². Su área total es de 57,37 km².

## Geografía

### Localidades circundantes
- Prefectura de Wakayama
  - Tanabe
  - Shirahama

## Demografía
Según los datos del censo japonés, esta es la población de Kamitonda en los últimos años.
| Año del censo | Población |
| ------------- | --------- |
| 1995          | 13.752    |
| 2000          | 14.501    |
| 2005          | 14.775    |
| 2010          | 14.807    |
| 2015          | 14.989    |